# Anders Lee
Anders Mark Lee (* 3. Juli 1990 in Saint Paul, Minnesota) ist ein US-amerikanischer Eishockeyspieler, der seit April 2013 bei den New York Islanders in der National Hockey League unter Vertrag steht. Der Center, der sich in seiner High-School-Zeit durch Höchstleistungen in verschiedenen Sportarten auszeichnen konnte, spielte vor seiner Profikarriere ein Jahr in der United States Hockey League und besuchte im Anschluss die University of Notre Dame. Seit der Saison 2018/19 führt er die Islanders als Mannschaftskapitän an.

## Karriere

### Familie
Anders Lee wurde in St. Paul geboren und wuchs in Edina, einem Vorort der Metropolregion Minneapolis–Saint Paul, auf und hat zwei jüngere Schwestern. Sein Vater spielte ebenfalls Eishockey, allerdings auf der Position des Torwarts. Mit dem Eishockeyspielen begann er im Alter von drei Jahren. In seiner Jugend zeigte Lee nicht nur im Eishockey, sondern auch im American Football, im Baseball und im Eisschnelllauf sportliche Höchstleistungen. Ferner erreichte er auch im schulischen Bereich Bestnoten.

### Highschool
Von 2004 bis 2007 besuchte Lee die Middle School und die High School der Saint Thomas Academy, einer privaten Militärakademie in Mendota Heights. Eishockey spielte er allerdings weiterhin in seiner ca. 50 Kilometer entfernten Heimatstadt Edina. Erst in der achten Klasse, mit Beginn der High School, wurde er ins Team der Saint Thomas Academy aufgenommen, spielte dort unter anderem mit Jordan Schroeder zusammen und gewann mit der Mannschaft im Jahre 2006 die Schulmeisterschaft Minnesotas. Im Frühjahr 2007 vollzog Lee den eher seltenen Wechsel von einer privaten auf eine staatliche Schule und kehrte nach Edina zurück, um dort für die letzten zwei Schuljahre die Edina High School zu besuchen. Grund für diesen Wechsel war unter anderem der deutlich kürzere Schulweg und dass Lee mit Mannschaftskameraden zusammenspielen konnte, die er aus der Kindheit bzw. den Eishockey-Jugendprogrammen Edinas kannte.
In seinem ersten Jahr als Junior an der Edina High School etablierte er sich direkt in den Sportteams der Schule. Bereits ab Herbst 2007 spielte er als Quarterback für das American-Football-Teams und führte es ins Finale der Schulmeisterschaft Minnesotas, wo man der Eden Prairie High School unterlag. Im Winter wechselte er wieder zum Eishockey, erzielte 54 Scorerpunkte in 31 Spielen und wurde von der Pioneer Press ins All-State First Team gewählt. Im Frühjahr war er Teil des Baseball-Teams und spielte dort als Pitcher und Third Baseman.
In der nächsten Saison, seinem Senior- und damit letzten Jahr an der High School, hatte Lee seinen Durchbruch als Footballspieler, so erzielte er 32 Touchdowns und warf fünf weitere. Ende 2008 wurde er zum Gatorade State Football Player of the Year sowie zum Star Tribune All-Metro Players of the Year gewählt; ferner stand er im Finale um die Wahl zum „Minnesota Mr. Football“. Auf dem Eis absolvierte er mit 84 Scorerpunkten aus 31 Spielen eine ähnlich erfolgreiche Saison und war im Finale um den Titel Minnesota Mr. Hockey, den in der Folge allerdings der spätere Profi und Teamkollege Nick Leddy erhielt. Mit dem Ende seiner High-School-Zeit wurde Lee im NHL Entry Draft 2009 an 152. Stelle von den New York Islanders ausgewählt, wobei er bereits für den Draft des Jahres 2008 zugelassen war. Nach dem Draft entschied er, die University of Notre Dame zu besuchen und dort Eishockey zu spielen, obwohl auch andere Universitäten an einer Verpflichtung für das Football-Team Interesse hatten, beispielsweise Harvard oder die University of Denver.

### USHL
Die College-Zeit wollte Lee allerdings erst mit der Saison 2010/11 beginnen, um vorher ein Jahr bei den Green Bay Gamblers aus der United States Hockey League (USHL), der höchsten rein US-amerikanischen Juniorenliga, zu verbringen. Die Gamblers hatten ihn 2007 im USHL Draft ausgewählt. Die Saison 2009/10, die er in Green Bay verbrachte, sollte eine sehr erfolgreiche und mit zahlreichen Auszeichnungen versehene werden. Mit der Mannschaft gewann er die sowohl die reguläre Saison als auch die Play-offs und somit den Anderson Cup und den Clark Cup; zudem wurde er als MVP der gesamten Play-offs ausgezeichnet. Ferner war er mit 35 Toren bester Torschütze der gesamten USHL, wurde ins First All-Star Team sowie ins All-Rookie Team gewählt und erhielt den Titel Rookie of the Year (dt.: Rookie des Jahres).

### College
Im Herbst 2011 begann dann seine Zeit an der University of Notre Dame, an der er sich für einen Major of Management eingeschrieben hatte. Parallel spielte er für die „Notre Dame Fighting Irish“, die Eishockeymannschaft der Universität. Bereits in seinem ersten Jahr führte er die Mannschaftswertung mit 24 Toren an. Die Fighting Irish schieden im Playoff-Halbfinale der Central Collegiate Hockey Association (CCHA) aus, nahmen allerdings per Einladung an den landesweiten Universitätsmeisterschaften der Vereinigten Staaten teil. Dort entschieden sie die regionalen Vorrundenspiele für sich und traten nun als eines der besten vier Teams des Landes zu den Frozen Four in Lees Geburtsstadt St. Paul an. Dort schied Notre Dame direkt im Halbfinale gegen den späteren Sieger, die University of Minnesota Duluth, aus. Aufgrund seiner Leistungen in der Heimatliga CCHA wählte man ihn ins CCHA All-Rookie Team sowie ins CCHA Second All-Star Team.
Sein Sophomore-Jahr gestaltete sich sportlich deutlich weniger erfolgreich, so beendeten die Fighting Irish die Saison auf dem 8. Rang der CCHA. Im darauffolgenden Jahr gelang allerdings der Gewinn der CCHA-Playoffs und damit der Gewinn des Mason Cups; zudem wurde der Center ins CCHA First All-Star Team berufen. Wenig später, im April 2013, unterzeichnete Lee einen Einstiegsvertrag bei den New York Islanders, die ihn 2009 gedraftet hatten. Er verließ das College im Mai 2014 mit einem Bachelor-Abschluss.

### New York Islanders

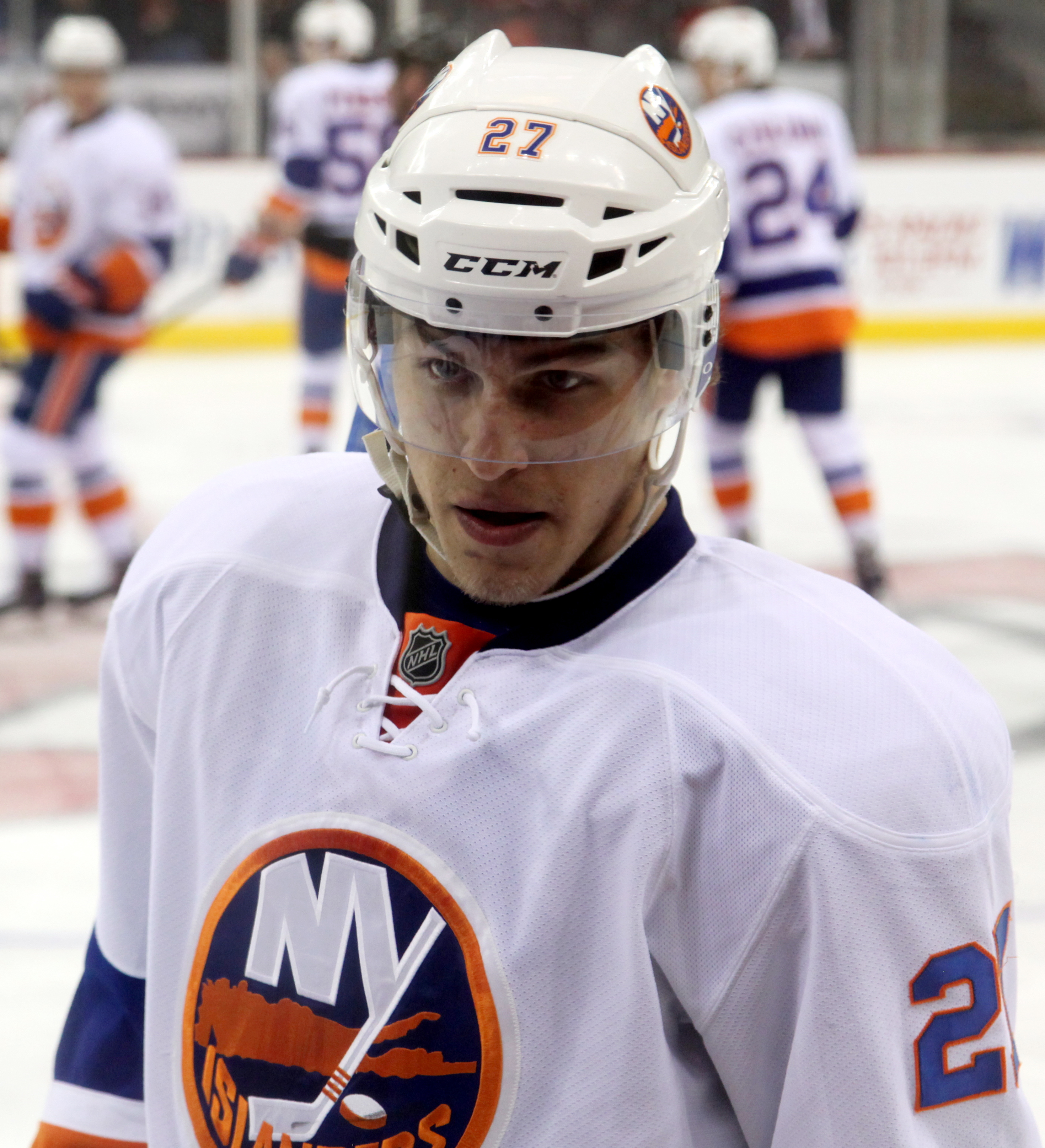
Lee im Trikot der Islanders (2014)

Lee kam kurz nach der Vertragsunterzeichnung zu seinem NHL-Debüt und erzielte bei diesem, einem 5:2 über die Winnipeg Jets, direkt ein Tor. In den anschließenden Play-offs um den Stanley Cup, bei denen die Islanders in der ersten Runde den Pittsburgh Penguins unterlagen, kam der Center allerdings nicht zum Einsatz. Den Großteil der folgenden Saison 2013/14 verbrachte er beim Farmteam der Islanders, den Bridgeport Sound Tigers, in der American Hockey League. Dort absolvierte er 54 Spiele und führte die Torschützenliste des Teams mit 22 Toren an. Im Februar 2013 beriefen ihn die Islanders in den NHL-Kader zurück, um an den verbliebenen 22 Spielen der regulären Saison teilzunehmen. In diesen erzielte Lee 14 Scorerpunkte; die Islanders indes verpassten die Play-offs deutlich. Im Juli 2014 verlängerten die Islanders seinen Vertrag um ein Jahr.
Zu Beginn der Saison 2014/15 absolvierte Lee fünf Spiele in der AHL, wurde in der Folge in den NHL-Kader berufen und konnte sich dort in der vierten Angriffsreihe etablieren. Im Februar 2015 gelangen ihm in 15 Spielen ebenso viele Scorerpunkte, sodass er als NHL-Rookie des Monats ausgezeichnet wurde. Am Ende der Saison war er mit 25 Treffern viertbester Rookie-Torschütze der Liga, woraufhin er bei der Weltmeisterschaft 2015 erstmals für sein Heimatland auflief und dort die Bronzemedaille gewann. Nach der Saison 2014/15 unterzeichnete er einen neuen Vierjahresvertrag bei den Islanders.
Anschließend steigerte Lee seine Leistung in New York beständig, so erreichte er 2016/17 erstmals die Marke von 30 Toren, bevor er sich 2017/18 auf 40 Treffer steigerte. In beiden Jahren wurde er damit zum besten Torjäger der Islanders. Anschließend wurde er im Oktober 2018 zum 15. Mannschaftskapitän in der Geschichte des Teams ernannt und trat dabei die Nachfolge von John Tavares an. Im Juli 2019 unterzeichnete Lee einen neuen Siebenjahresvertrag in New York, der ihm ein durchschnittliches Jahresgehalt von sieben Millionen US-Dollar einbringen soll. Am Ende der Saison 2023/24 wurde er mit der King Clancy Memorial Trophy für sein soziales Engagement geehrt.

## Erfolge und Auszeichnungen
| - 2010 Teilnahme am USHL All-Star Game - 2010 Clark-Cup-Gewinn mit den Green Bay Gamblers - 2010 MVP der Clark-Cup-Playoffs - 2010 Bester Torschütze der USHL (35 Tore) - 2010 USHL Rookie of the Year - 2010 USHL All-Rookie Team - 2010 USHL First All-Star Team | - 2011 CCHA All-Rookie Team - 2011 CCHA Second All-Star Team - 2013 Mason-Cup-Gewinn mit der University of Notre Dame - 2013 CCHA First All-Star Team - 2015 NHL-Rookie des Monats Februar - 2024 King Clancy Memorial Trophy |

### International
- 2015 Bronzemedaille bei der Weltmeisterschaft
- 2018 Bronzemedaille bei der Weltmeisterschaft

## Karrierestatistik
Stand: Ende der Saison 2024/25

### International
Vertrat die USA bei:
- Weltmeisterschaft 2015
- Weltmeisterschaft 2017
- Weltmeisterschaft 2018

(Legende zur Spielerstatistik: Sp oder GP = absolvierte Spiele; T oder G = erzielte Tore; V oder A = erzielte Assists; Pkt oder Pts = erzielte Scorerpunkte; SM oder PIM = erhaltene Strafminuten; +/− = Plus/Minus-Bilanz; PP = erzielte Überzahltore; SH = erzielte Unterzahltore; GW = erzielte Siegtore; 1 Play-downs/Relegation; Kursiv: Statistik nicht vollständig)